# Grote Moskee van Cirebon
De Grote Moskee van Cirebon, officieel bekend als Masjid Agung Sang Cipta Rasa, is een van de oudste moskeeën in Indonesië. De moskee bevindt zich aan de westkant van het veld tegenover de kraton Kasepuhan, in de stad Cirebon op het eiland Java. Het heeft een gelaagd dak en is qua stijl vergelijkbaar met de Agung-moskee in Banten.